# Convergència Socialista de Madrid
Convergència Socialista de Madrid va ser un partit polític espanyol d'àmbit regional actiu durant la Transició. Format a partir de Reconstrucció Socialista de Madrid, creat en 1974, va formar part de la Federació de Partits Socialistes, però va acabar decidint la seva integració en la Federació Socialista Madrilenya del PSOE el 15 de maig de 1977, poc abans de la celebració de les eleccions generals de 1977, les primeres de la democràcia. Estava liderat per Enrique Barón i José Mariano Benítez. Membres d'aquest partit van tenir posteriorment gran rellevància en la política madrilenya i espanyola, com militants del PSOE: Juan Barranco, alcalde de Madrid, Joaquín Leguina, president de la Comunitat de Madrid o José Barrionuevo, Ministre d'Interior. També van militar a Convergència Miguel Ángel Fernández Ordóñez o Emilio Lamo de Espinosa